# Northrop Grumman KC-45
Die Northrop Grumman KC-45 war ein nicht realisiertes Konzept für ein Tankflugzeug, das auf Basis des Airbus A330-200 MRTT für das „U.S. Air Force Aerial Refueling Tanker Program“ entworfen wurde. Im Februar 2008 gewann die KC-45 zunächst die Ausschreibung für ein neues Tankflugzeug und setzte sich damit gegen die Boeing KC-767 durch. Im Sommer 2008 wurde die Bestellung wegen Verfahrensfehlern gestoppt und neu ausgeschrieben. Im März 2010 zog sich Northrop Grumman aus dem neuen Verfahren zurück, da man sich gegenüber dem Konkurrenten Boeing benachteiligt sah. EADS bot daraufhin der U.S. Air Force die KC-45 im Alleingang an, unterlag aber im Februar 2011 der Boeing KC-46.

## Geschichte
Die speziell auf den US-amerikanischen Markt zugeschnittene A330-200-MRTT-Variante lief zunächst, wie bereits in Australien, unter der Bezeichnung KC-30. Mit dem US-amerikanischen Konzern Northrop Grumman als Projektpartner bewarb sich EADS mit der KC-30 um einen Großauftrag der United States Air Force über zunächst 179 Tankflugzeuge, welche die alternde Boeing-KC-135-Flotte ablösen sollen (KC-X- bzw. KC-45A-Programm). Die Tankkonfiguration besteht aus dem Ausleger-System am Rumpfheck und dem Sonde-Fangtrichter-System unter den Tragflächen. So kann die U.S. Air Force ihre eigenen Flugzeuge mit dem Ausleger-System und die Luftfahrzeuge der Navy, des Marine Corps und ihrer Partner mit dem Sonde-Fangtrichter-System betanken. Der Preis für eine erste Lieferung von 68 Tankflugzeugen sollte bei 184 Millionen US-Dollar pro Flugzeug liegen.
Boeing trat dagegen mit dem Modell KC-767 an. Nach einem über mehrere Jahre andauernden Auswahlprozess gab die U.S. Air Force am 29. Februar 2008 bekannt, die KC-30 ausgewählt zu haben, die bei der Air Force fortan die Bezeichnung KC-45A trug. Der erste Vertrag umfasste zunächst vier Testflugzeuge, die ab 2010 fliegen sollten. Die Auslieferung der Serienflugzeuge war ab 2013 vorgesehen. Direkter Vertragspartner der US Air Force war Northrop Grumman, welche A330-200-Strukturteile von EADS erhalten sollte, die in den USA montiert und mit der notwendigen Tanker-Ausstattung versehen werden sollte. Hierzu wollte Northrop Grumman gemeinsam mit EADS Nordamerika auf dem Mobile Downtown Airport in Mobile (Alabama) ein neues Werk errichten, das auch für die Endmontage ziviler A330-Frachter genutzt werden sollte. So war geplant, die Synergieeffekte des gemeinsamen Produktionsstandortes in Mobile zu nutzen, da die US Air Force ebenfalls eine große Frachttür und ein Palettenrollsystem, wie es die A330F mitbringt, für ihre Version des A330-Mehrzwecktankers nutzen möchte.
Boeing legte gegen die Vergabeentscheidung am 11. März 2008 beim US-Rechnungshof Government Accountability Office (GAO) Protest ein, dem dieser am 18. Juni aufgrund von Vergabefehlern stattgab. Das GAO empfahl daher, das Bieterverfahren mit den beiden bisherigen Bietern neu zu starten. Die Bestellung wurde daraufhin ausgesetzt und eine neue Ausschreibung mit geänderten Anforderungen beschlossen. EADS und Northrop Grumman kritisierten diese Entscheidung als protektionistische Maßnahme und behaupteten, dass damit nur der unterlegenen Boeing-Gruppe nochmals die Gelegenheit gegeben werden soll, diesen milliardenschweren Auftrag ausschließlich im amerikanischen Binnenmarkt zu halten.
Anfang Dezember 2009 kündigte der Präsident von Northrop Grumman an, dass das Konsortium seines Unternehmens und EADS bei unveränderten Anforderungen in der Ausschreibung aus dem Bieterprozess aussteigen würde. Am 8. März 2010 erklärte Northrop Grumman, dass man kein neues Angebot für das „U.S. Air Force Aerial Refueling Tanker Program“ vorlegen werde, da die Methodik des neuen Ausschreibungsverfahrens das Angebot des Konkurrenten Boeing bevorzuge. EADS beschloss daraufhin zunächst, sich ebenfalls nicht mehr an dem Auswahlverfahren zu beteiligen. Am 20. April 2010 wurde aber dann durch EADS verlautbart, dass man sich bei einer möglichen, vom Pentagon eingeräumten, Fristverlängerung auch ohne den bisherigen Konsortialpartner Northrop Grumman an der Ausschreibung beteiligen werde.
Am 24. Februar 2011 gab das US-Verteidigungsministerium bekannt, dass Boeing bei der erneuten Ausschreibung als Sieger hervorgegangen war. Als Begründung gab die US-Luftwaffe an, dass die KC-46 von Boeing (ursprünglich als KC-767 Next Gen Tanker bezeichnet) geringere Anschaffungskosten gegenüber der KC-45 aufweisen würde.

## Technische Daten
| Kenngröße                     | Daten                                                                       |
| ----------------------------- | --------------------------------------------------------------------------- |
| Besatzung:                    | 3                                                                           |
| Länge:                        | 58,78 m                                                                     |
| Spannweite:                   | 60,28 m                                                                     |
| Höhe:                         | 17,40 m                                                                     |
| Flügelfläche:                 | 361,6 m²                                                                    |
| Leergewicht:                  | 120.500 kg                                                                  |
| Maximales Startgewicht:       | 230.000 kg                                                                  |
| Maximale Treibstoffkapazität: | 111.000 kg                                                                  |
| Triebwerke:                   | zwei Mantelstromtriebwerke General Electric CF6-80E1A4B mit je 316 kN Schub |
| Höchstgeschwindigkeit:        | 880 km/h                                                                    |
| Marschgeschwindigkeit:        | 860 km/h                                                                    |
| Reichweite:                   | 12.500 km                                                                   |
| Dienstgipfelhöhe:             | 12.500 m                                                                    |